# Långbensgroda
Långbensgroda, (Rana dalmatina), är en grodart i släktet Rana.

## Utseende
Arten tillhör brungrodorna, och liknar åkergroda och vanlig groda till förväxling. Som hos de andra bruna grodorna är den färgad i varierande toner av brunt på ryggen. En typ med enfärgad, rödaktig rygg förekommer också. Buksidan är gul till rent vit. De säkraste kännetecknen är, att hälleden på en vuxen individ når framför nosen om bakbenet vänds framåt längs kroppen, att den har rikligt med röda knottror på bakfötternas undersidor, samt att trumhinnan är ungefär lika stor (eller större) än ögats diameter.
Den kan bli maximalt 9 cm lång, i norra Europa vanligtvis mindre. Hanarna blir här sällan längre än 6 cm, honorna 7 cm.

## Vanor
Utanför parningstiden vistas långbensgrodan ofta långt från vatten, gärna bland gräs och fuktiga marker i eller nära lövskogar. Speciellt i Skåne är den starkt bunden till lövskog, bland annat bokskog. Den är skygg och rör sig normalt med små hopp. Vid fara kan den dock utnyttja sina långa bakben till fullo; den kan hoppa upp till 2 meter i ett hopp.
Långbensgrodan lever på insekter, daggmaskar, sniglar och andra smådjur. Likt åkergrodan kan den fånga flygande insekter.
Honorna övervintrar i jordhålor eller, mindre vanligt, i sjöar och bäckar. Hanarna övervintrar nästan alltid i vatten.
Vinterdvalan sträcker sig från september eller oktober till januari. Parningstiden börjar sällan i februari och vanligen i mars. Efter parningen lägger honan 450 till 1800 ägg. De fästas på vattenväxter vid pölarnas djupaste ställen. Allmänt är grodynglens utveckling avslutad före nästa övervintring men inte hos alla individer. Efter cirka tre år är långbensgrodan könsmogen. Upp till sju år gamla exemplar dokumenterades.

## Utbredning
Långbensgrodan finns främst i Central- och Östeuropa med västgräns i Frankrike, östgräns i Rumänien och Bulgarien och sydgräns i Italien och Grekland. I Europa finns den sällsynt också i nordligaste Spanien och sydligaste Skandinavien. Den finns också i norra Turkiet.
Förekomsterna i Nordtyskland och sydligaste Skandinavien betraktas som en relikt; orsakerna till detta är dock omstridda. 
I Skandinavien finns den i Danmark, närmare bestämt på Fyn, öarna söder därom, Lolland, Bornholm, södra Själland och norr om Hillerød; dessutom finns den i Sverige: Vid Kiviksområdet i östra Skåne, Halmstad, Blekinge, en lokal nära Kalmar och på Öland.